# Trentepohlia (Mongoma) separata
Trentepohlia (Mongoma) separata is een tweevleugelige uit de familie steltmuggen (Limoniidae). De soort komt voor in het Oriëntaals gebied.